# Полет 201 на „Копа Еърлайнс“
Полет 201 на „Копа Еърлайнс“ е редовен международен пътнически полет от международното летище „Токумен“, Панама, Панама, до международното летище „Алфонсо Бонила Арагон“, Кали, Колумбия, управляван от „Копа Еърлайнс“. На 6 юни 1992 г. самолетът „Боинг 737-204 Адвансед“, който изпълнява полета, се преобръща, влиза в стръмно спускане, разпада се във въздуха и се разбива в джунгла в Дариен Гап 29 минути след излитане, като убива всички 40 пътници и 7 членове на екипажа на борда на машината. Това е най-смъртоносният инцидент в историята на панамската авиация и единствената фатална катастрофа за „Копа Еърлайнс“.
Разследването показва, че дефектен кабелен сноп в инструментите на индикатора за положението на самолета причинява периодично късо съединение в потока от данни от вертикалния жироскоп към пилота. Полетното записващо устройство показва грешна информация и „внезапните“ накланяния на самолета. Екипажът получава тези данни по време на полета и вярва, че самолетът лети наклонен наляво, а не в хоризонтално положение и започва да накланя машината в обратна посока с цел тя да бъде изравнена. Тази реакция накланя самолета на почти 80 градуса и го кара да премине в стръмно спускане, без шанс за възстановяване.
Няколко други фактора допринасят за инцидента, сред които е програмата за наземно обучение на „Копа Еърлайнс“, която е неефективна, тъй като не предоставя достатъчно информация, свързана с разликите между управлението на ресурсите на самолета и екипажа. Установено е, че пилотите не се опитват да приложат наученото в симулатора по отношение на този проблем с този модел самолет, защото обучението им не е напълно достатъчно.